# Semovente L40 da 47/32
Semovente L40 da 47/32 – włoskie działo samobieżne zbudowane na podwoziu czołgu lekkiego L6/40, uzbrojone w armatę kalibru 47 mm. 
Pierwsze pojazdy miały odsłonięty od góry przedział bojowy, pojazdy późniejszej serii produkcyjnej – już zakryty. Zadaniem działa samobieżnego było wspieranie tankietek L3 i czołgów lekkich L6/40 na polu walki. Wersja dowódcza pojazdu wyposażona była w karabin maszynowy z grubszą osłoną lufy, imitującą działko.
Działo było używane bojowo w walkach w Afryce Północnej, na Bałkanach, na froncie wschodnim i na Sycylii po lądowaniu aliantów. Niemcy zdobyli pewną część tych dział w wyniku rozbrajania włoskich oddziałów po poddaniu się Włoch aliantom w 1943. Były one używane przez niemieckie oddziały we Włoszech. Często również wówczas przerabiane były na wozy dowodzenia, po usunięciu armaty i zamontowaniu karabinu maszynowego.